# Комарівська сільська рада (Галицький район)
| Комарівська сільська рада — орган місцевого самоврядування у Галицькому районі Івано-Франківської області з адміністративним центром у с. Комарів. Історична дата утворення: в 1940 році. Водоймища на території, підпорядкованій даній раді: річка Луква. Сільській раді підпорядковані населені пункти: - с. Комарів — населення 1 580 чол.; площа 15,740 км² - с. Сокіл — населення 244 чол.; площа 1,538 км² |

## Склад ради
Рада складається з 16 депутатів та голови.

### Керівний склад ради
| ПІБ                      | Основні відомості                                                 | Дата обрання | Дата звільнення |
| ------------------------ | ----------------------------------------------------------------- | ------------ | --------------- |
| Юнгер Михайло Григорович | Сільський голова, 1953 року народження, освіта вища, безпартійний | 26.03.2006   | 20.05.2016      |

Примітка: таблиця складена за даними джерела